# 쇼텔

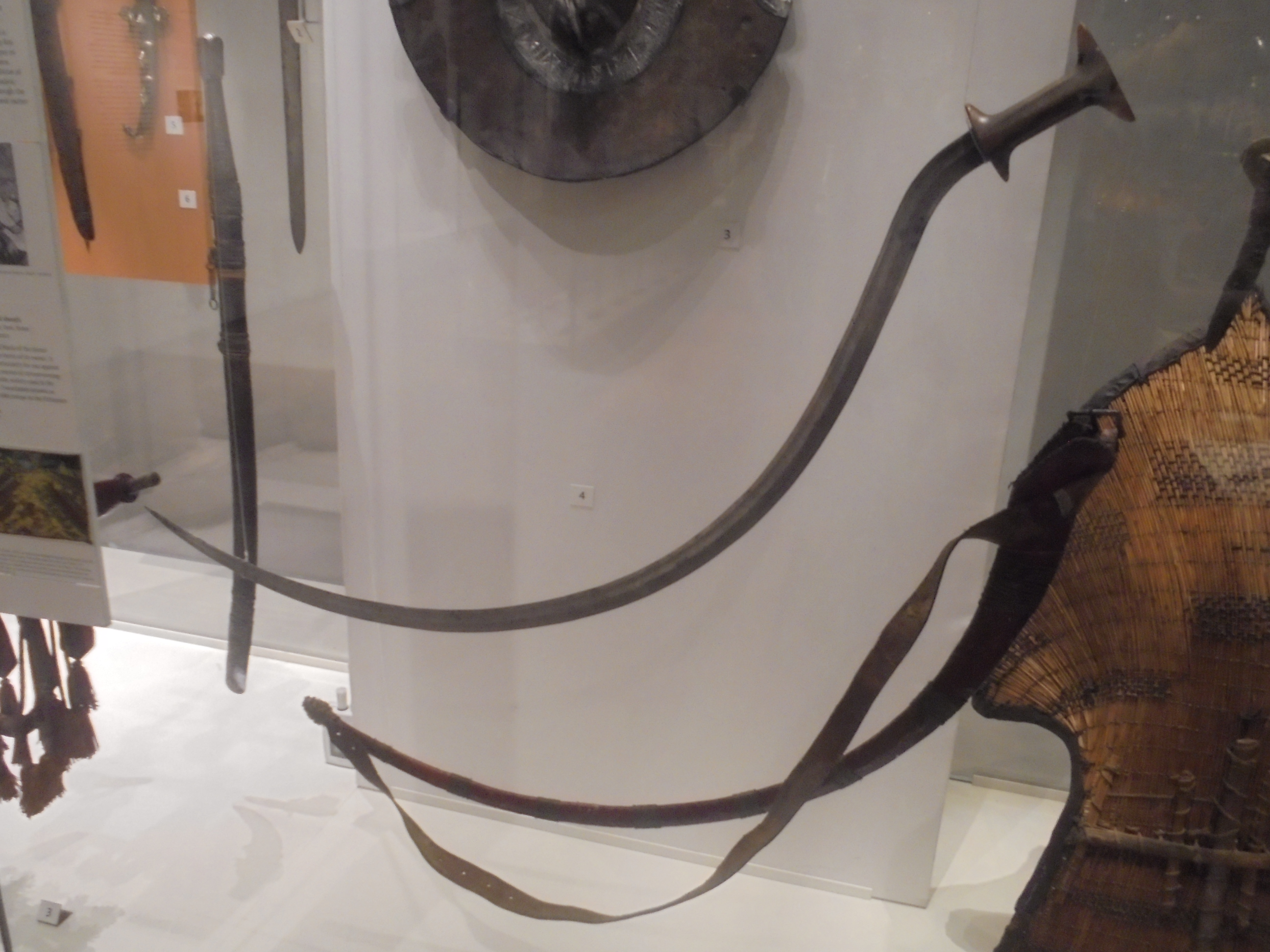
대영 박물관에 전시되어있는 쇼텔

쇼텔(shotel)은 아비시니아(고대 에티오피아)의 검이다. 날 부분이 S자로 구부러져 있으며, 그 중에는 갈고리 모양으로 심하게 구부러진 것도 있다. 양쪽 날로 구성되어 있고, 그 크기는 손잡이에서 날끝까지 75cm, 폭은 1.5cm, 무게는 1.4 ~ 1.6kg이다.
손잡이는 목재로 간소하게 만들어져 있으나, 쥐는 손을 보호하도록 고안되어 있지는 않다.
쇼텔은 방패를 들고 있는 사람을 옆으로 치고 휘두르는 데 사용하여, 상대방에게 상처를 입힌다. 또한, 양쪽 날일 뿐만 아니라, 구부러져 있다는 점에서 일반적인 검처럼 베기 공격에 적당하다.
이 검이 지니는 독창적인 모양은 사실 매우 현실적인 발상에서 탄생되었다. 방패를 지닌 적에 대하여, 그 방패를 피하면서 공격할 수 있도록 날을 구부러지게 만든 것이다. 이렇듯 절묘한 검이 창출해낸 공격 수단은 매우 효과적이어서 계속해서 공격할 수 있다. 하지만, 지나치게 독창적인 모양 때문에 칼집에 집어넣을 수 없어 이를 지니는 사람은 그대로 허리에 차고 다녀야 한다. 그 때문에 오히려 적에게 발견되어 그 효과를 반감시킨 경우도 많았다.

## 같이 보기
- 팔스